# Redemption (2018)
Redemption est un pay-per view de catch professionnel présenté par la fédération Impact Wrestling.

## Contexte
Cet événement de catch professionnel présente différents matchs impliquant des catcheurs heel (méchant) et face (gentil), ils combattent sous un script écrit à l'avance.

## Tableau des matches
| Ordre par numéros                                                                         | Résultat | Stipulation(s)                                             | Temps |
| ----------------------------------------------------------------------------------------- | --- | ---------------------------------------------------------- | ----- |
| 1                                                                                         | Aero Star bat Drago                                                                                            | Singles match                                              | 11:45 |
| 2                                                                                         | Eli Drake & Scott Steiner battent The Latin American Xchange (Ortiz et Santana) (c)                            | Tag team match pour les Impact World Tag Team Championship | 07:55 |
| 3                                                                                         | Brian Cage bat Dezmond Xavier, DJZ, El Hijo del Fantasma, Taiji Ishimori et Trevor Lee                         | Six-way match                                              | 12:50 |
| 4                                                                                         | Taya Valkyrie bat Kiera Hogan                                                                                  | Singles match                                              | 08:05 |
| 5                                                                                         | Matt Sydal (c) bat Petey Williams                                                                              | Singles match pour le Impact X-Division Championship       | 11:35 |
| 6                                                                                         | Ohio Versus Everything (Dave Crist, Jake Crist et Sami Callihan) battent Eddie Edwards, Moose et Tommy Dreamer | House of Hardcore match                                    | 12:55 |
| 7                                                                                         | Allie (c) bat Su Yung (avec Braxton Sutter)                                                                    | singles match pour Impact Knockouts Championship           | 07:15 |
| 8                                                                                         | Pentagón Jr. bat Austin Aries (c) et Fénix                                                                     | Three-way match pour le Impact World Championship          | 16:50 |
| La lettre C placée entre parenthèses désigne la personne ou l’équipe championne en titre. | |                                                            |       |